# Harter Brocken: Der Geheimcode
Harter Brocken: Der Geheimcode ist ein deutscher Kriminalfilm von Holger Karsten Schmidt und Markus Sehr aus dem Jahr 2019. Es handelt sich um den vierten Kriminalfilm der Harter-Brocken-Reihe mit Aljoscha Stadelmann als Polizist Frank Koops sowie Moritz Führmann als dessen Freund und Anna Fischer als Koops Kollegin Mette Vogt. In den Haupt-Gastrollen sind Sibylle Canonica, Franziska Weisz, Holger Handtke, Maike Jüttendonk und Kailas Mahadevan besetzt.  

## Handlung
Kleinstadtpolizist Koops ist gerade dabei, auf einer Landstraße im Harz eine allgemeine Geschwindigkeitskontrolle durchzuführen, als ein herannahender Pkw aus unersichtlichem Grund plötzlich von der Straße abkommt. Koops eilt sofort zur Unfallstelle, kann dem Fahrer aber nicht mehr helfen. Im Sterben übergibt der Mann dem Polizisten einen Umschlag. Als er diesen auf dem Revier öffnet, findet er darin zwei Fotos und den ersten Teil eines Geheimcodes. Um diesen seltsamen Fall zu lösen, begibt sich Koops zunächst an die letzte Arbeitsstelle des Mannes, den er als Simon Schürer identifiziert hat. Schürer hatte für einen großen Pharmakonzern gearbeitet und wollte ein paar Tage in seinem Ferienhaus im Harz verbringen. Dort trifft Koops unerwartet seine Kollegin Mette Vogt aus Braunlage, die hier einen Einbruch aufklären soll. Zurück auf dem Revier erscheint bei Koops eine Claudia Böhm, die angibt, von Schürer als Personenschützerin engagiert worden zu sein. Da sie von dem Mann bereits bezahlt worden sei, will sie Koops dabei unterstützen, den Tod ihres Klienten aufzuklären, von dem beide vermuten, dass es kein einfacher Unfall war. Dieser Verdacht erhärtet sich, als plötzlich auf Koops und Böhm geschossen wird und sich herausstellt, dass ein Profikiller am Werk ist.
Am nächsten Tag trifft Koops auf Maria Joseph, die sich, wie vor ihr schon Böhm, bei ihm meldet. Sie zeigt ihm einen ebensolchen Brief wie den, den Schürer Koops übergeben hat. Ihr Brief enthält den zweiten Teil des Codes. Den dritten Teil des Geheimcodes soll eine Annett Kruse erhalten haben, damit alle drei gemeinsam entscheiden können, was mit der Entdeckung des Absenders geschehen soll. Kurz vor seinem Tod hatte er die Briefe seinem Notar übergeben, der sie an die drei Empfänger gesandt hat. Die drei, die sich nicht kennen, sollten sich hier im Harz treffen, um das Rätsel zu entschlüsseln und dann eine Entscheidung zu treffen – so die Maßgabe des Wissenschaftlers, der vier Tage zuvor umgebracht wurde. Eine Nachfrage beim Notar ist Koops nicht mehr möglich, weil auch jener inzwischen ermordet wurde. Zusammen mit Joseph macht sich Koops auf die Suche nach Annett Kruse, die er im Hotel in St. Andreasberg vermutet, dort aber nicht vorfindet. Dennoch gelingt es den beiden, der Lösung des Rätsels näherzukommen. Dem Absender des Briefes war es gelungen, ein sehr wirksames Krebsmedikament zu entwickeln; doch da die Herstellung auch Gefahren birgt, war er sich nicht sicher, ob er seine Entdeckung der Öffentlichkeit preisgeben soll. Deshalb sollten drei unabhängige Personen, nämlich der Wissenschaftler Schürer, die Philosophieprofessorin Maria Joseph und Annett Kruse beraten, ob seine Formel zur Anwendung kommen soll. Für Maria Joseph, selbst unheilbar krebskrank, ist klar, dass die Umsetzung der Formel nicht zu verantworten ist. Das Agieren des Hauptkonzerns, für den der Entdecker gearbeitet hat und dem die Formel rechtlich gehört, werde im Endeffekt mehr Menschen schaden, als es Erkrankten nutzen könnte.
Claudia Böhm outet sich als Agentin des Pharmakonzerns, der die Formel um jeden Preis haben will, wird aber bei einer ersten direkten Konfrontation mit Koops und dem Killer getötet. Dieser setzt nun das Leben von Annett Kruse als Pfand für die Formel ein und bestellt Koops zu sich. Koops macht sich zusammen mit Maria Joseph auf den Weg zu einem abgelegenen Gebäudekomplex, wo der Killer auf sie wartet. Als Joseph ihm den Umschlag mit der Formel überreicht, stürzt sie sich mit dem Killer zusammen aus dem Fenster. Dieser ist darauf nicht gefasst und kann nicht mehr reagieren. Beide sterben und für die Philosophin hat ihr früher Tod damit einen Sinn bekommen. Koops befreit Kruse und erfährt dabei, dass ihr krebskranker Sohn an einer Studie teilgenommen hat, weshalb auch ihre Ansicht zählen sollte. Doch auch sie ist der Meinung, dass die Formel eine Gefahr darstellt und deshalb nicht umgesetzt werden sollte. Koops findet allerdings, dass die Menschen nicht umsonst gestorben sein sollen, und veröffentlicht die Formel, für jeden weltweit zugänglich, im Internet.

## Produktion, Dreharbeiten
Der Film wurde von der H & V Entertainment GmbH im Auftrag der Degeto Film für die ARD produziert. Die Dreharbeiten fanden vom 16. Oktober bis zum 25. November 2018 unter dem Arbeitstitel Die dunkle Seite des Mondes in Sankt Andreasberg, Braunlage (Maritim Berghotel) und Umgebung im Harz statt.
Als Eingangsmusik ist More Than a Feeling der Gruppe Boston zu hören.

## Rezeption

### Veröffentlichung, Einschaltquote
Die Erstausstrahlung des Films im Programm der ARD Das Erste erfolgte am 19. Dezember 2019 zur Hauptsendezeit. Er wurde von 5,01 Millionen Zuschauern gesehen und erreichte damit einen Marktanteil von 16,7 Prozent.

### Kritik
Thomas Gehringer befand bei tittelbach.tv: „In der Folge ‚Geheimcode‘ wird das beschauliche St. Andreasberg im Harz zum Schauplatz einer ebenso wilden wie originellen Thrillerkomödie um den letzten Willen eines Molekular-Biologen. Drehbuchautor Holger Karsten Schmidt verzichtet auf puren Realismus und penible Krimi-Logik und unterhält stattdessen bestens mit Tempo, Witz, sympathischen Typen und ein wenig philosophischem Tiefgang.“
Bei evangelisch.de wertete Tilmann P. Gangloff: „Es ist gerade die Kombination gänzlich unterschiedlicher Tonfälle, die den großen Reiz des Films darstellt und ‚Harter Brocken‘ zu einer Ausnahmereihe im deutschen Fernsehen werden lässt.“
Martin Seng von Quotenmeter.de äußerte sich ebenfalls positiv und schrieb: Der Geheimcode „eignet sich optimal für eine gute und spannende Abendunterhaltung. Die Mischung aus Humor, entsättigten Farben, dem verworrenen, aber zugleich interessanten Fall machen diesen Einsatz von Koops besonders ansprechend. Dazu kommt der gute Antagonist, den so manch anderer Krimi öfters vermissen lässt. Alles in allem bekommt man hier keinen harten Brocken vorgesetzt, sondern sehr gute Krimikost.“